# Luigi Benaglio
Luigi Benaglio (Bergamo, 1843 – Bergamo, 1908) è stato un poeta italiano.

## Biografia
Appartenente ad una illustre famiglia comitale bergamasca, che legò il suo nome ad uno dei colli occidentali della città di Bergamo, Luigi Benaglio scrisse versi dialettali dedicati ai problemi municipali e ai temi politici e culturali che si dibattevano al suo tempo, distinguendosi per la vena ironica, gli accenti polemici e l'acceso anticlericalismo. Le sue spoglie riposano al cimitero di Verdello nella cappella gentilizia dei conti Benaglio. Sulla sua lapide funeraria è incisa la seguente epigrafe: "Rifulsero in lui la genialità dello spirito e la nobiltà d'animo
anche nell'avversa fortuna".
Pubblicò i suoi sonetti nel 1880, in una collana dal titolo Per du butù 'l Giopì l'à pèrs la crapa.

## Vita privata
Sposò la contessa Ines Castellani Fantoni, anch'essa poetessa e scrittrice.

## Opere
- Per du butù 'l Giopì l'à pèrs la crapa, 1880